# Hippopsicon ochreomaculatum
Hippopsicon ochreomaculatum är en skalbaggsart som beskrevs av Stefan von Breuning 1940. Hippopsicon ochreomaculatum ingår i släktet Hippopsicon och familjen långhorningar.
Artens utbredningsområde är Gabon. Inga underarter finns listade i Catalogue of Life.